# 20366 Bonev
20366 Bonev (tên chỉ định: 1998 KP8) là một tiểu hành tinh vành đai chính. Nó được khám phá thông qua Chương trình nghiên cứu đối tượng gần Trái Đất của đài thiên văn Lowell ở Anderson Mesa Station ở Coconino County, Arizona, ngày 23 tháng 5 năm 1998. Nó được đặt theo tên Boncho P. Bonev, a research assistant professor ở The Catholic University of America.